# 利伯蒂 (南卡罗来纳州)
利伯蒂（英文：Liberty），是美国南卡罗来纳州下属的一座城市。城市类型是“City”。其面积大约为4.46平方英里（11.56平方公里）。根据2010年美国人口普查，该市有人口3,269人，人口密度约为每平方 英里732.3人（约合每平方公里282.75人）。